# Herodias

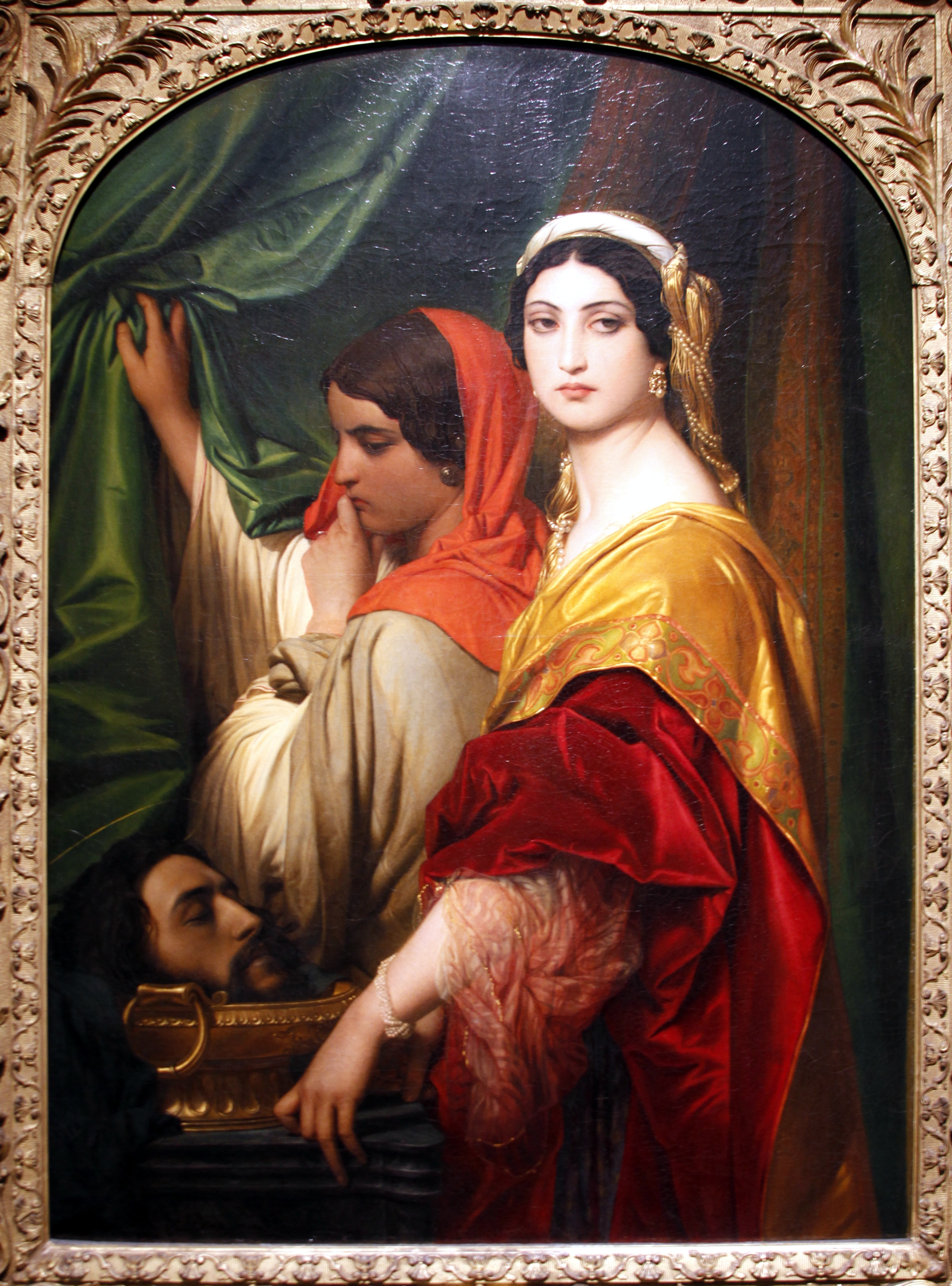
Herodias (Gemälde von Paul Hippolyte Delaroche, 1843)

Herodias (* 8 v. Chr.; † nach 39 n. Chr.) war eine Tochter des jüdischen Prinzen Aristobulos und seiner Ehefrau Berenike sowie eine Enkelin Herodes’ des Großen und seiner Ehefrau Mariamne I., einer Prinzessin aus dem Königshaus der Hasmonäer. Sie soll für die Enthauptung Johannes’ des Täufers hauptverantwortlich gewesen sein.

## Jugend
Herodias’ Vater Aristobulos wurde 7 v. Chr. von König Herodes, seinem eigenen Vater, wegen angeblicher Umsturzpläne hingerichtet. Herodias war zu diesem Zeitpunkt wahrscheinlich erst ein Jahr alt. Ihre Mutter Berenike ließ sich nach dem Tode Herodes’ († 4 v. Chr.) in Rom nieder. Vermutlich verbrachte auch Herodias ihre Kinder- und Jugendzeit in der Hauptstadt des Weltreichs.

## Ehe mit Herodes Antipas
Herodias war in erster Ehe mit ihrem Onkel Herodes Boethos verheiratet, einem Sohn Herodes’ des Großen aus dessen Ehe mit der zweiten Mariamne, Tochter des Hohenpriesters Simon Boethos. Aus dieser Ehe ging die Tochter Salome hervor. Herodes Boethos, der im Testament König Herodes’ († 4 v. Chr.) nicht bedacht worden war, lebte nach dem Tode seines Vaters als Privatmann („Herodes ohne Land“).
Möglicherweise war dies Anlass für seine ehrgeizige Ehefrau Herodias, eine Beziehung mit seinem Halbbruder, dem Tetrarchen Herodes Antipas einzugehen, einem der Haupterben Herodes’ des Großen. Herodes Antipas verstieß daraufhin seine angetraute Frau, die Tochter des Nabatäerkönigs Aretas, und heiratete Herodias. Dieser doppelte Ehebruch erregte bei den jüdischen Untertanen Herodes Antipas’ starken Anstoß. Johannes der Täufer kritisierte das sündige Paar in öffentlichen Predigten scharf, weshalb ihn Herodes Antipas einkerkern ließ. Dessen erboster Schwiegervater, König Aretas, unternahm seinerseits einen Vergeltungsfeldzug, bei dem das Heer des Tetrarchen vernichtend geschlagen wurde.

## Enthauptung Johannes’ des Täufers
Bei einem Fest soll Herodes Antipas, entzückt über einen Tanz seiner Stieftochter Salome, dieser einen Wunsch freigegeben haben. Gemäß dem Bericht im Neuen Testament der Bibel hat die „Tochter der Herodias“, angestachelt durch ihre Mutter, der der Gefangene Johannes der Täufer ein Dorn im Auge war, dessen Enthauptung erbeten (Mt 14,3-12 ; Mk 6,14-29 ; Lk 3,19-20 ). Nach landläufiger Meinung ist mit dieser Tochter Salome gemeint, obwohl ihr Name in der Bibel nicht genannt wird.

## Verbannung nach Südgallien
37 n. Chr. verlieh Kaiser Caligula Herodias’ Bruder Herodes Agrippa I., einem bisher saumseligen Privatmann mit jedoch guten Beziehungen zum römischen Kaiserhof, den Königstitel und die Herrschaft über Judäa. Daraufhin drängte Herodias ihren Gatten Herodes Antipas, ebenfalls die Königswürde zu verlangen. Dieser hatte bereits beim Tode seines Vaters vergeblich die Hand nach dem Königsdiadem ausgestreckt, folgte nun dem Begehren seiner Frau und reiste nach Rom. Anstatt aber von Caligula zum König erhoben zu werden, wurde er im Jahr 39 als Tetrarch abgesetzt und ins Exil nach Südgallien geschickt, wohin Herodias ihm folgte. Über das weitere Leben des Paares und sein Ende sind in den Quellen keine Nachrichten übermittelt.

## Herodias in Kunst und Literatur
Herodias tritt als Figur in zahlreichen künstlerischen Gestaltungen der Salome-Legende auf. In einigen ist sie sogar Titelfigur:
- Atta Troll – Ein Sommernachtstraum von Heinrich Heine (1847)
- Hérodiade von Stéphane Mallarmé (Fragmente seit 1864, Scène de Hérodiade veröffentlicht 1896)
- Hérodias, kurze Erzählung von Gustave Flaubert, enthalten in den Trois contes (1877)
- Hérodiade, Oper von Jules Massenet (Uraufführung am 19. Dezember 1881 in Brüssel)
- Herodiade mit dem Haupt Johannes’ des Täufers, Gemälde von Paul Hippolyte Delaroche, 1843, Öl auf Leinwand, 129 × 98 cm, Wallraf-Richartz-Museum, Köln
- Herodias von Richard Schaukal, enthalten in Buch der Tage und Träume (1901)

## Eponyme
Der Asteroid (546) Herodias ist nach ihr benannt.